# Jean-Daniel Vinson
Jean-Daniel Vinson, né le 6 novembre 1938 à Paris et mort le 17 mars 2021 à Faverolles (Eure-et-Loir), est un ancien joueur français de basket-ball. Il évolue au poste d'ailier.